# ایر کانادا

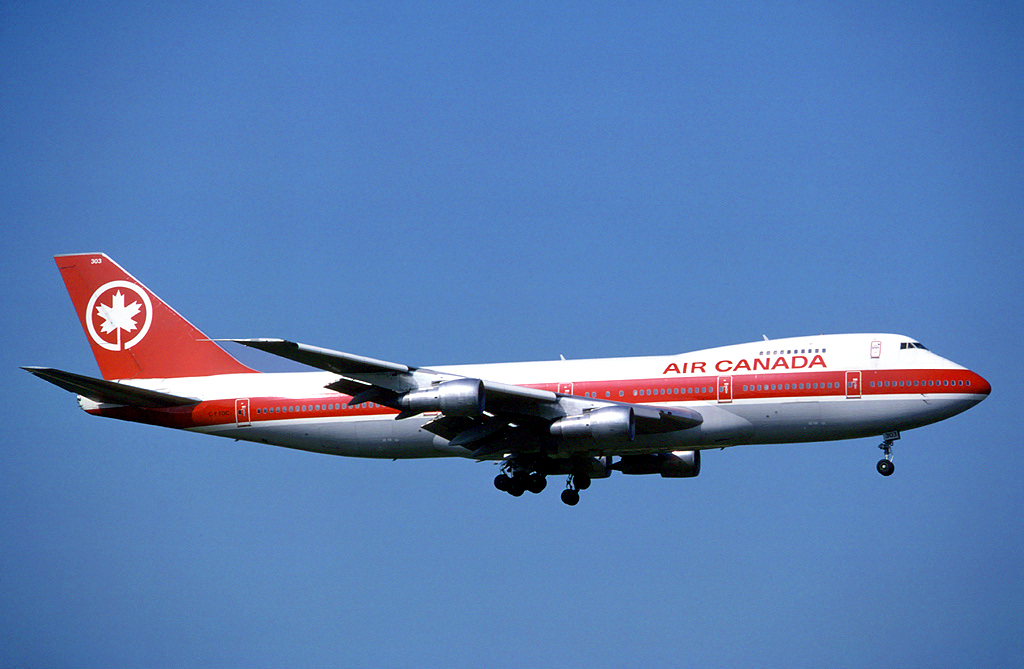
یک فروند بوئینگ ۷۴۷ این شرکت

ایر کانادا (به انگلیسی: Air Canada) شرکت هواپیمایی حامل پرچم کانادا است، که در سال ۱۹۳۶ تأسیس شد. این شرکت هم‌اکنون بار و مسافران را با استفاده از پروازهای برنامه‌ریزی شده و پروازهای چارتر به ۱۷۸ مقصد در سرتاسر جهان حمل می‌کند.
شرکت ایر کانادا از نظر مقصدهای پروازی و حجم مسافر دهمین شرکت بزرگ هواپیمایی به‌شمار می‌رود. ایرکانادا همچنین عضو اتحادیه استار الاینس است. این اتحادیه خطوط هوایی که از ۲۶ عضو تشکیل شده‌است در سال ۱۹۹۷ راه‌اندازی شد.
دفتر اصلی این شرکت در مونترال، استان کبک واقع شده‌است، در حالی که بزرگترین ترمینال مسافربری آن در فرودگاه پیرسون در تورنتو، انتاریو قرار دارد. مجموع درآمد این شرکت در سال ۲۰۰۸ میلادی بیش از ۹٫۷ میلیارد دلار کانادا بوده‌است. ایرکانادا ناوگانی متشکل از ایرباس ای۳۲۰، بوئینگ ۷۶۷ و بوئینگ ۷۷۷ برای مسیرهای طولانی و خانواده ایرباس ای۳۲۰ مانند ایرباس ای۳۱۹، ایرباس ای۳۲۰ و ایرباس ای۳۲۱ و امبرائر ای‌آرجی ۱۷۰/۱۹۰ در اختیار دارد.
بخش حمل و نقل ایرکانادا نیز از دو بخش ایرکانادا کارگو و ایرکانادا جتز تشکیل می‌شود. از شرکت‌های تابعه ایرکانادا می‌توان به ایرکانادا ویکیشن اشاره کرد که خدمات سیاحتی خود را در ۹۰ مقصد به مسافران ارائه می‌دهد. شرکت ایرکانادا با همکاری شرکای محلی به‌طور متوسط روزانه بیش از ۱٫۳۷۰ پرواز برنامه‌ریزی شده را انجام می‌دهد.

## ناوگان هوایی

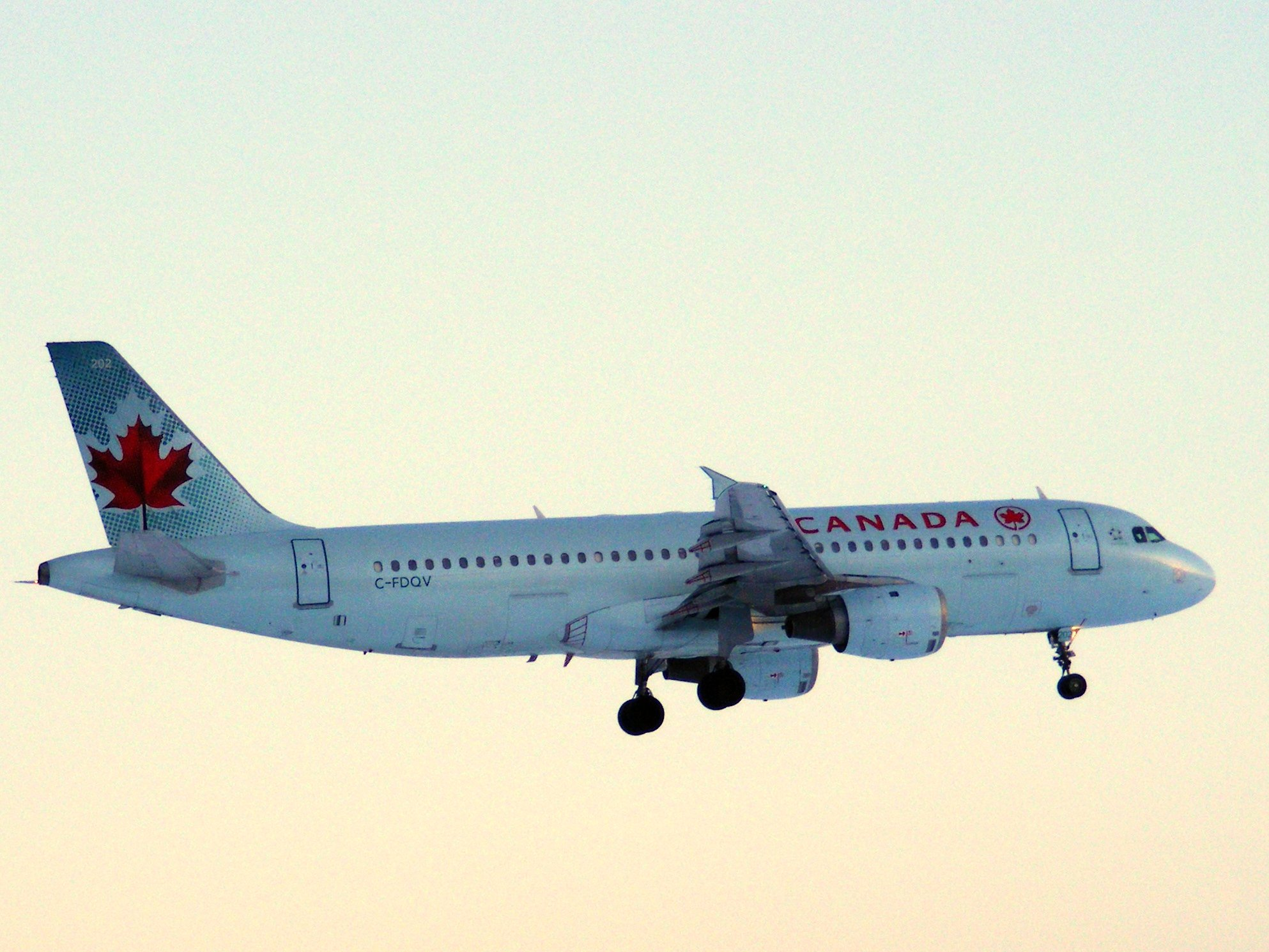
Air Canada ایرباس آ-۳۲۰
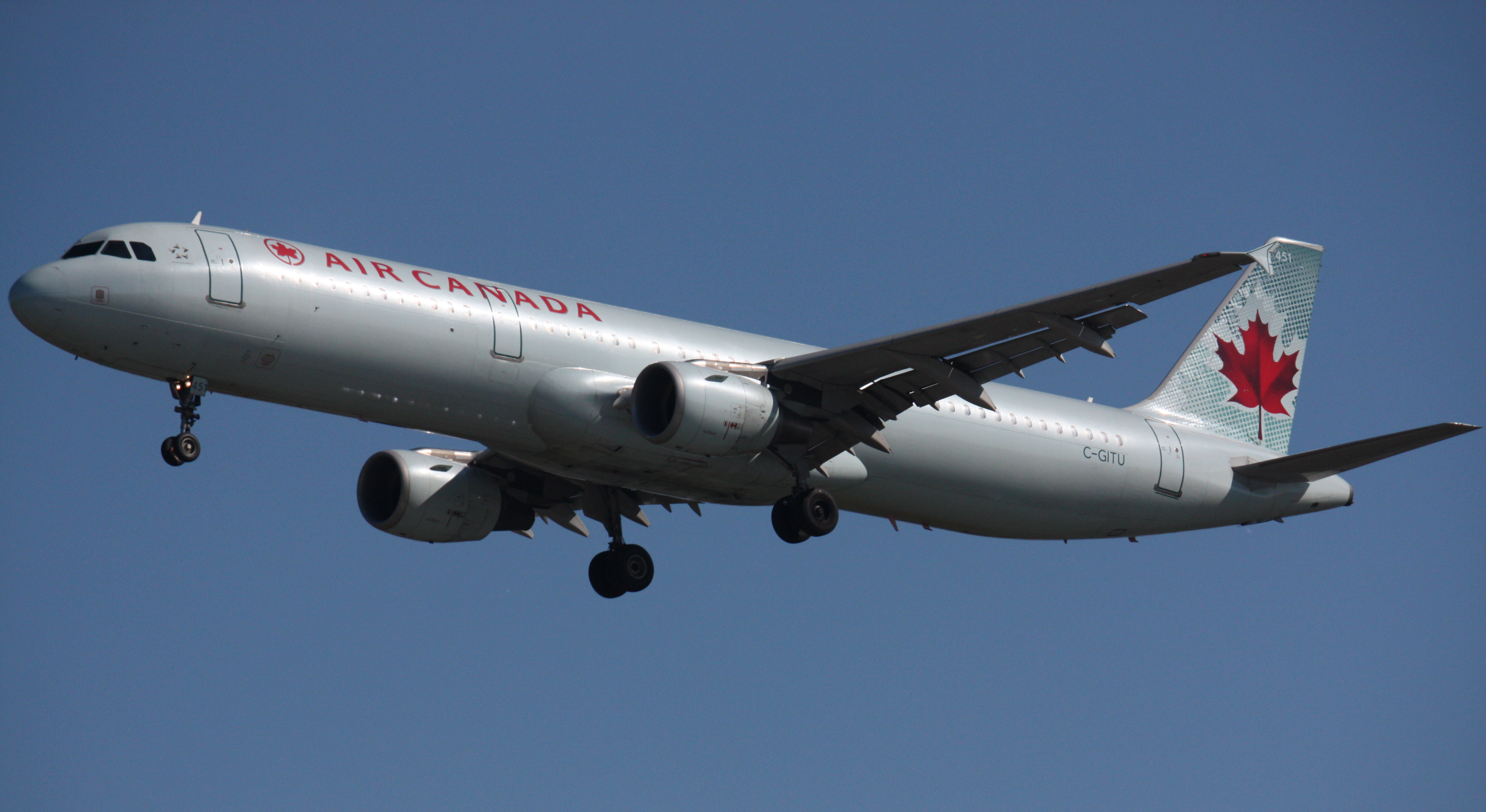
Air Canada ایرباس آ-۳۲۰
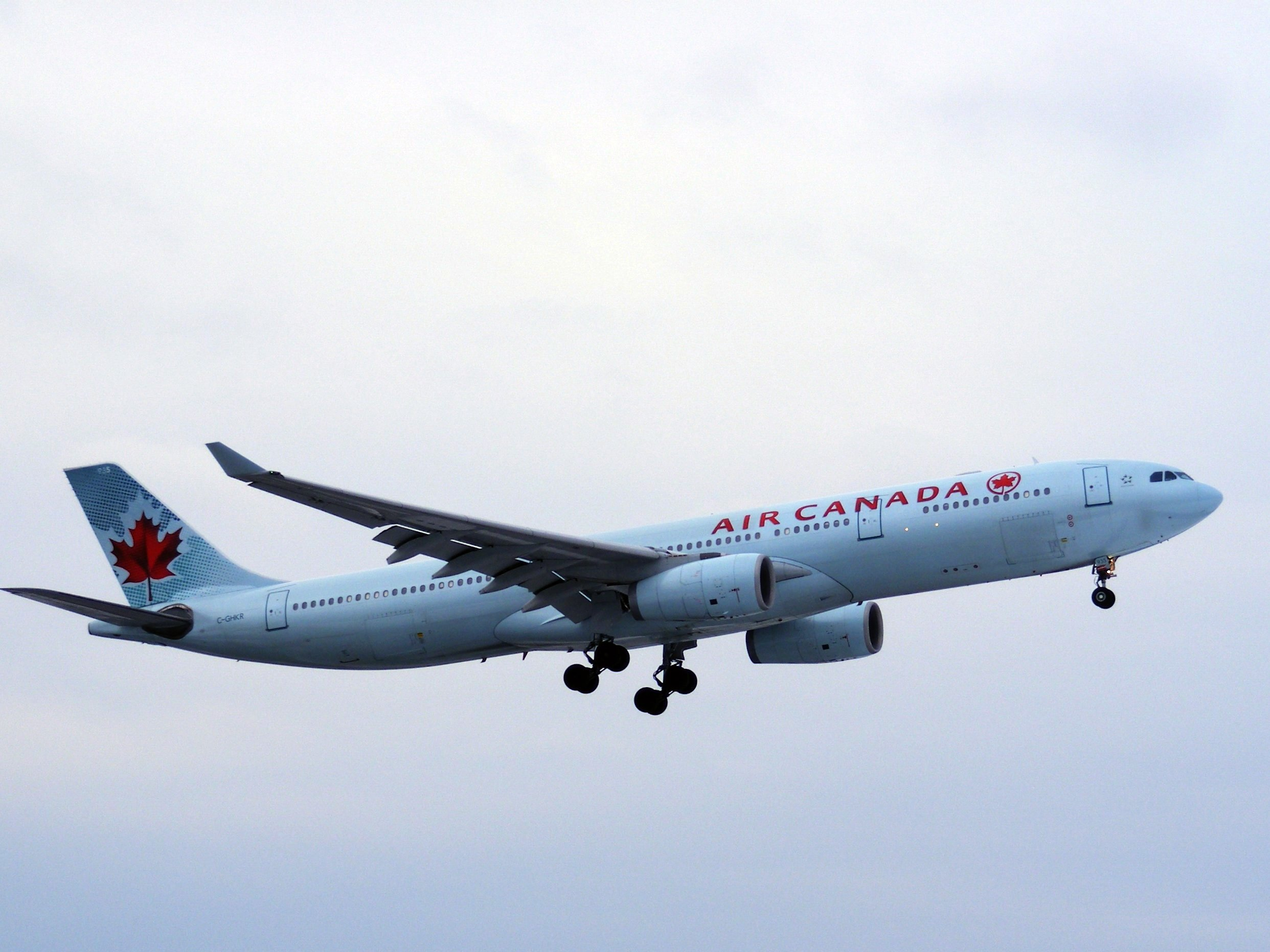
Air Canada Airbus A۳۳۰-۳۰۰
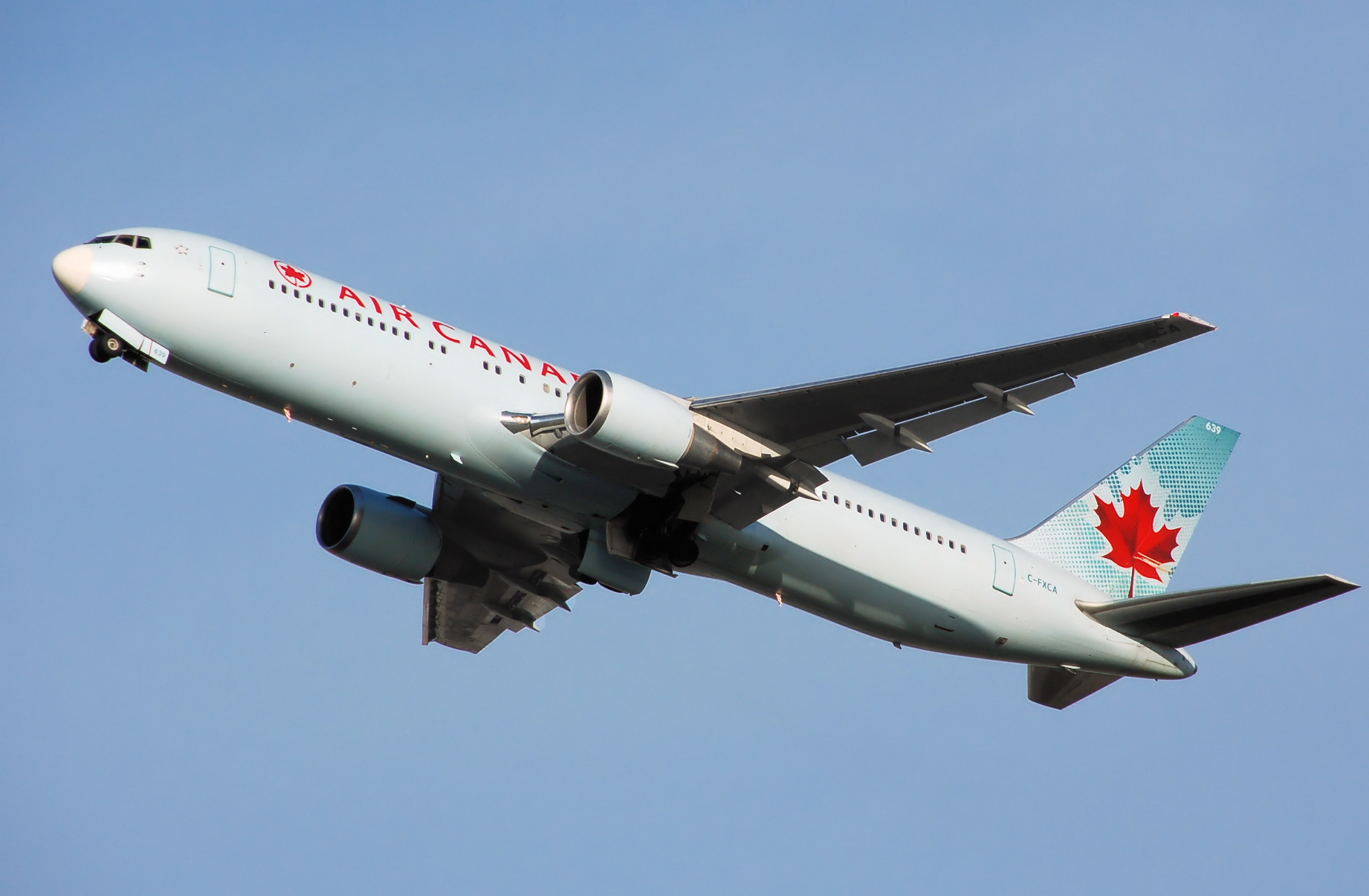
Air Canada Boeing 767-300ER
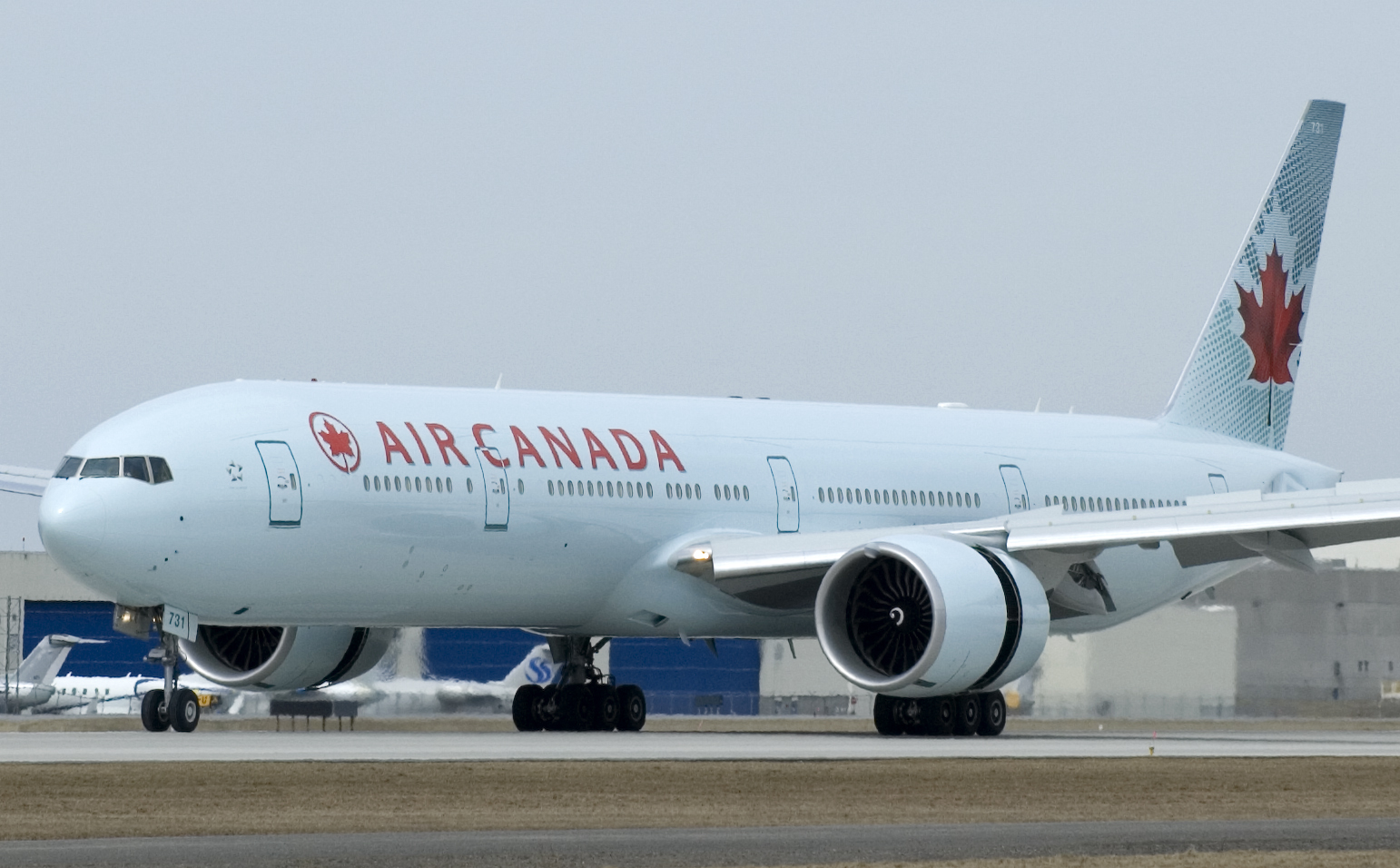
Air Canada بوئینگ ۷۷۷
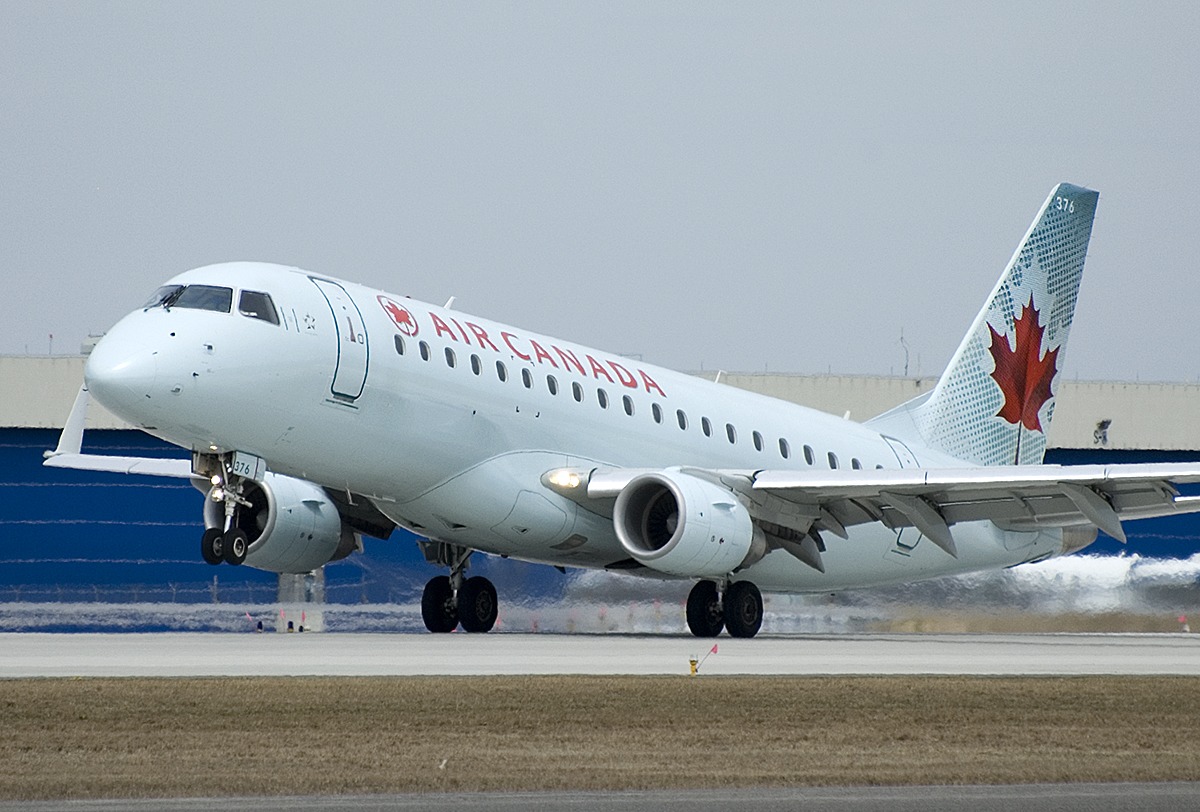
Air Canada امبرائر ئی-جت
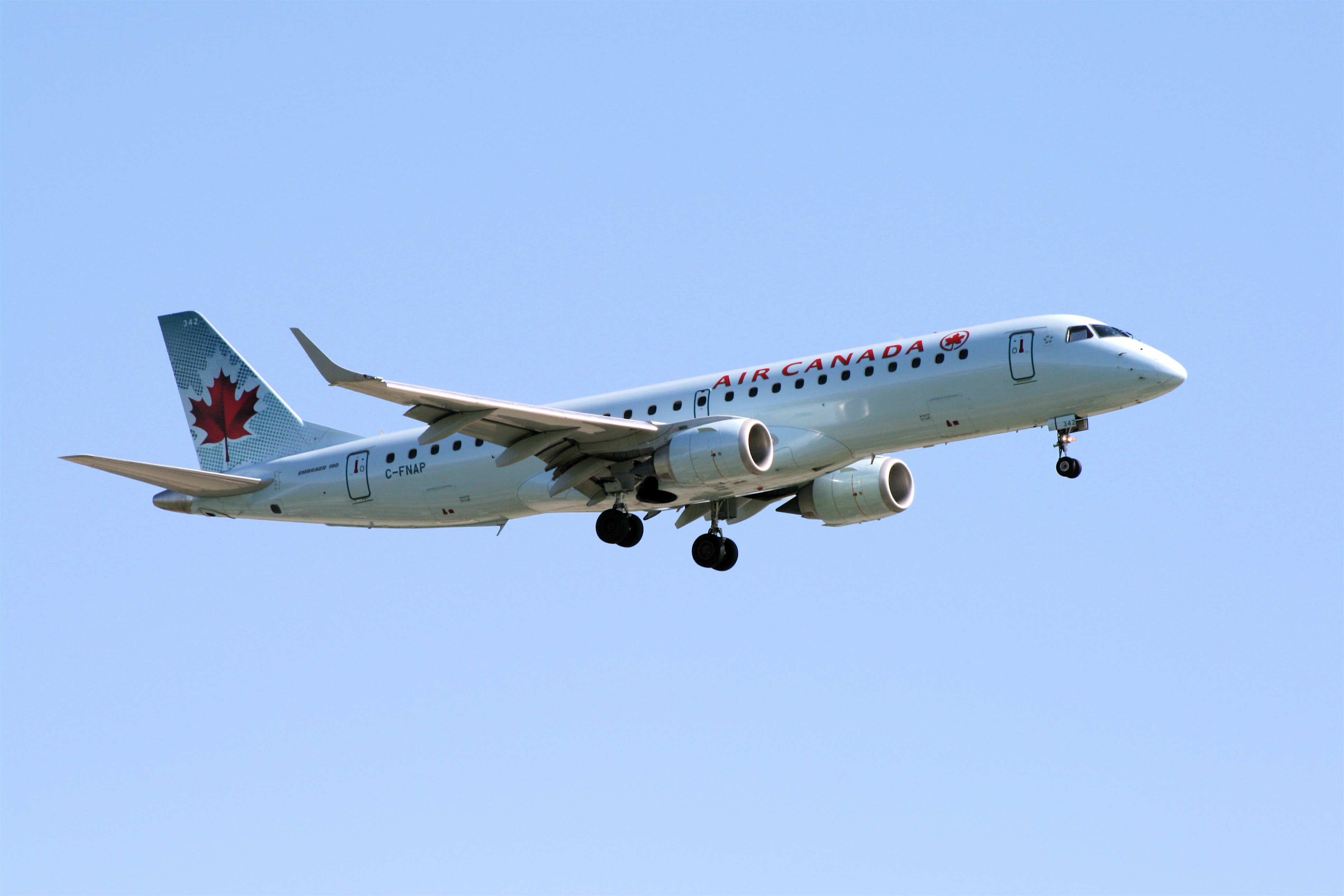
Air Canada امبرائر ئی-جت